# کارستیرز
کارستیرز (به انگلیسی: Carstairs) یک روستا در بریتانیا است که در لانارکشر جنوبی واقع شده‌است.